# شاه‌توتی
رنگ شاه‌توتی (به انگلیسی: Mulberry) در سمت چپ نمایش داده می‌شود. این رنگ نمایانگر رنگ مربا یا پای توت است. این یک رنگ مداد رنگی کرایولا از سال ۱۹۵۸ تا ۲۰۰۳ بود.
نخستین استفاده ثبت‌شده از شاه‌توتی به عنوان یک نام رنگ در انگلیسی در سال ۱۷۷۶ بود.

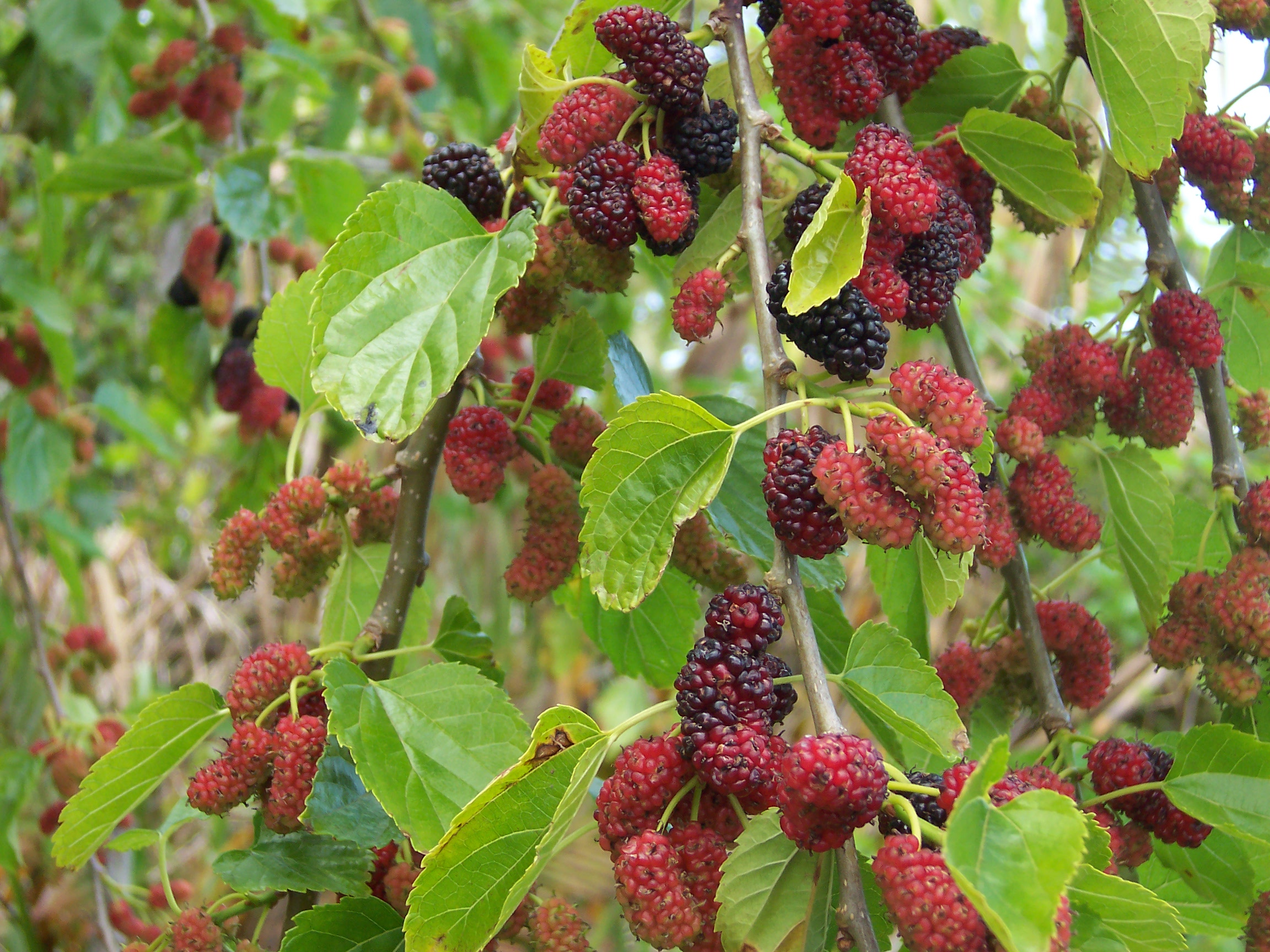
شاه‌توت

این رنگ برخی شباهت‌ها با رنگ تمشکی، سایه‌ای از رنگ سرخ نیز در برخی از کشورهای آمریکا لاتین شاه‌توتی نامیده می‌شود.